# Halowe Mistrzostwa Świata w Lekkoatletyce 2008 – bieg na 60 m kobiet
Bieg na 60 m kobiet – jedna z konkurencji rozgrywanych podczas halowych mistrzostw świata w lekkoatletyce w 2008. Eliminacje, półfinały oraz finał odbyły się 7 marca.
Do eliminacji zgłoszonych zostało 36 zawodniczek z 31 państw.
Zawody w tej konkurencji wygrała reprezentantka Stanów Zjednoczonych Angela Williams. Drugą pozycję zajęła zawodniczka z Wielkiej Brytanii Jeanette Kwakye, trzecią zaś reprezentująca Brytyjskie Wyspy Dziewicze Tahesia Harrigan.

## Wyniki

### Eliminacje
Źródło: 
Bieg 1
| Miejsce | Zawodniczka              | Państwo         | Wynik | Uwagi |
| ------- | ------------------------ | --------------- | ----- | ----- |
| 1.      | Kim Gevaert              | Belgia          | 7,31  |       |
| 2.      | Laura Turner             | Wielka Brytania | 7,34  |       |
| 3.      | Swietłana Nabokina       | Rosja           | 7,38  |       |
| 4.      | Inna Eftimowa            | Bułgaria        | 7,50  |       |
| 5.      | Ruddy Zang Milama        | Gabon           | 7,66  |       |
| 6.      | Fabienne Weyermann       | Szwajcaria      | 7,67  |       |
| 7.      | Maki Samantha Lockington | Wyspy Cooka     | 8,69  | PB    |

Bieg 2
| Miejsce | Zawodniczka            | Państwo                              | Wynik | Uwagi |
| ------- | ---------------------- | ------------------------------------ | ----- | ----- |
| 1.      | Ene Franca Idoko       | Nigeria                              | 7,19  |       |
| 2.      | Laverne Jones-Ferrette | Wyspy Dziewicze Stanów Zjednoczonych | 7,23  | SB    |
| 3.      | Virgen Benavides       | Kuba                                 | 7,29  |       |
| 4.      | Ailis McSweeney        | Irlandia                             | 7,43  |       |
| 5.      | Lina Grinčikaitė       | Litwa                                | 7,45  |       |
| 6.      | Amandine Allou Affoué  | Wybrzeże Kości Słoniowej             | 7,57  | SB    |
| 7.      | Martina Pretelli       | San Marino                           | 8,54  |       |

Bieg 3
| Miejsce | Zawodniczka             | Państwo           | Wynik | Uwagi |
| ------- | ----------------------- | ----------------- | ----- | ----- |
| 1.      | Guzel Khubbieva         | Uzbekistan        | 7,24  | SB    |
| 2.      | Jewgienija Polakowa     | Rosja             | 7,25  |       |
| 3.      | Verena Sailer           | Niemcy            | 7,37  |       |
| 4.      | Bettina Müller-Weissina | Austria           | 7,37  |       |
| 5.      | Alexis Joyce            | Stany Zjednoczone | 7,50  |       |
| 6.      | Nina Kovacic            | Słowenia          | 7,57  |       |
| 7.      | Valentina Nazarova      | Turkmenistan      | 7,72  | NR    |

Bieg 4
| Miejsce | Zawodniczka         | Państwo                    | Wynik | Uwagi |
| ------- | ------------------- | -------------------------- | ----- | ----- |
| 1.      | Tahesia Harrigan    | Brytyjskie Wyspy Dziewicze | 7,21  |       |
| 2.      | Jeanette Kwakye     | Wielka Brytania            | 7,33  |       |
| 3.      | Iwet Łałowa         | Bułgaria                   | 7,36  |       |
| 4.      | Lena Berntsson      | Szwecja                    | 7,45  |       |
| 5.      | Feta Ahamada        | Komory                     | 7,71  |       |
| 6.      | Rosa Mystique Jones | Nauru                      | 8,09  | PB    |
| 7.      | Hawwa Haneefa       | Malediwy                   | 8,42  | PB    |
| –       | Nongnuch Sanrat     | Tajlandia                  | DNS   |       |

Bieg 5
| Miejsce | Zawodniczka       | Państwo           | Wynik | Uwagi |
| ------- | ----------------- | ----------------- | ----- | ----- |
| 1.      | Angela Williams   | Stany Zjednoczone | 7,29  |       |
| 2.      | Oludamola Osayomi | Nigeria           | 7,35  |       |
| 3.      | Delphine Atangana | Kamerun           | 7,37  |       |
| 4.      | Vida Anim         | Ghana             | 7,39  |       |
| 5.      | Ezinne Okparaebo  | Norwegia          | 7,42  |       |
| 6.      | Lucimar de Moura  | Brazylia          | 7,64  |       |
| 7.      | Amanda Choo       | Singapur          | 7,74  | NR    |

### Półfinały
Źródło: 
Bieg 1
| Miejsce | Zawodniczka            | Państwo                              | Wynik | Uwagi |
| ------- | ---------------------- | ------------------------------------ | ----- | ----- |
| 1.      | Ene Franca Idoko       | Nigeria                              | 7,10  |       |
| 2.      | Jewgienija Polakowa    | Rosja                                | 7,20  |       |
| 3.      | Laverne Jones-Ferrette | Wyspy Dziewicze Stanów Zjednoczonych | 7,24  |       |
| 4.      | Lena Berntsson         | Szwecja                              | 7,26  | PB    |
| 5.      | Verena Sailer          | Niemcy                               | 7,28  |       |
| 6.      | Iwet Łałowa            | Bułgaria                             | 7,31  | SB    |
| 7.      | Ailis McSweeney        | Irlandia                             | 7,46  |       |
| 8.      | Nina Kovacic           | Słowenia                             | 7,47  |       |

Bieg 2
| Miejsce | Zawodniczka       | Państwo                    | Wynik | Uwagi |
| ------- | ----------------- | -------------------------- | ----- | ----- |
| 1.      | Tahesia Harrigan  | Brytyjskie Wyspy Dziewicze | 7,12  | NR    |
| 2.      | Jeanette Kwakye   | Wielka Brytania            | 7,13  | NR    |
| 3.      | Kim Gevaert       | Belgia                     | 7,18  |       |
| 4.      | Alexis Joyce      | Stany Zjednoczone          | 7,22  |       |
| 5.      | Virgen Benavides  | Kuba                       | 7,25  |       |
| 6.      | Inna Eftimowa     | Bułgaria                   | 7,33  |       |
| 7.      | Delphine Atangana | Kamerun                    | 7,37  |       |
| 8.      | Vida Anim         | Ghana                      | 7,45  |       |

Bieg 3
| Miejsce | Zawodniczka             | Państwo           | Wynik | Uwagi |
| ------- | ----------------------- | ----------------- | ----- | ----- |
| 1.      | Angela Williams         | Stany Zjednoczone | 7,12  |       |
| 2.      | Oludamola Osayomi       | Nigeria           | 7,21  |       |
| 3.      | Guzel Khubbieva         | Uzbekistan        | 7,27  |       |
| 4.      | Laura Turner            | Wielka Brytania   | 7,28  | SB    |
| 5.      | Swietłana Nabokina      | Rosja             | 7,28  |       |
| 6.      | Ezinne Okparaebo        | Norwegia          | 7,34  | SB    |
| 7.      | Bettina Müller-Weissina | Austria           | 7,35  | SB    |
| 8.      | Lina Grinčikaitė        | Litwa             | 7,41  |       |

### Finał
Źródło: 
| Miejsce | Zawodniczka         | Państwo                    | Wynik | Uwagi |
| ------- | ------------------- | -------------------------- | ----- | ----- |
| 01 !    | Angela Williams     | Stany Zjednoczone          | 7,06  | WL    |
| 02 !    | Jeanette Kwakye     | Wielka Brytania            | 7,08  | NR    |
| 03 !    | Tahesia Harrigan    | Brytyjskie Wyspy Dziewicze | 7,09  | NR    |
| 4.      | Kim Gevaert         | Belgia                     | 7,22  |       |
| 5.      | Jewgienija Polakowa | Rosja                      | 7,24  |       |
| 6.      | Oludamola Osayomi   | Nigeria                    | 7,26  |       |
| 7.      | Ene Franca Idoko    | Nigeria                    | 7,30  |       |
| 8.      | Alexis Joyce        | Stany Zjednoczone          | 7,37  |       |